# Таку, Рюдзабуро
Рюдзабуро Таку (яп. 多久 龍三郎 Таку Рю:дзабуро:, 4 сентября 1901 — 14 сентября 1983) — японский государственный деятель, предприниматель, член Палаты пэров Японии (1944—1947), 13-й глава рода Таку.

## Биография
Родился в квартале Аояма города Токио как третий сын Кэнъитиро Таку (1852—1901), 12-го глава рода Таку, и Тиэко Итами (1865—1924), дочери чиновника Сигэкаты Итами. После смерти отца 12 декабря того же года Рюдзабуро унаследовал титул барона (дансяку), которым владел вплоть до новой конституции 1947 года.
В возрасте 2 лет переехал на родовое имение в префектуру Сага, но в 10 лет вернулся в Токио. Поступил в школу Гакусюин, где стал одноклассником будущего императора Сёва. В 1922 году окончил старшую школу Гакусюин. В 1926 году окончил отделение японской истории филологического факультета Токийского императорского университета, а затем завершил обучение на экономическом факультете. В 1927 году отправился на учёбу в Европу и Америку.
В 1932 году был назначен аудитором в трастовую компанию «Ода». Впоследствии занимал должности президента этой компании, президента «Ода Когё», а также директора «Тодзай Бёэки». 22 июля 1944 года был избран на довыборах в Палату пэров в качестве представителя баронов. Принадлежал к фракции «Косэй-кай» и оставался членом палаты вплоть до её роспуска 2 мая 1947 года.
В 1947 году баллотировался на первых выборах губернатора префектуры Сага, но занял второе место и проиграл. В том же году стал мэром деревни Таку (ныне город Таку) и председателем Совета по образованию префектуры Сага.

## Семья
Был женат на Мэйко Огасаваре (1906—1991), старшей дочери политика Нагаёси Огасавары. В их семье родились:
- Харуко (род. 1925), жена зоолога Масахару Нисиваки
- Кимико (1927—1951)
- Юкико (род. 1931), жена Тадаси Муто
- Рэйко (род. 1933), жена Макото Хаттори
- Коитиро (род. 1937)